# Стив Кер
Стивен Даглас Кер (енгл. Stephen Douglas Kerr; Бејрут 27. септембар 1965) амерички је кошаркашки тренер и бивши кошаркаш. Тренутно је главни тренер Голден Стејт вориорса и селектор кошаркашке репрезентације Сједињених Држава.
Као играч 5 пута је био шампион НБА лиге, три пута са Чикагом и два пута са Сан Антониом. Био је познат као изузетан шутер, поготову за три поена. Победник је такмичења у шуту за три поена на НБА ол-стар викенду 1997. године. Са репрезентацијом САД освојио је златну медаљу на Светском првенству 1986. године. Већ у првој сезони као тренер освојио је поново титулу НБА шампиона са екипом Голден Стејта, и тако постао тек други тренер после Пета Рајлија коме је то пошло за руком у дебитантској сезони као тренер.

## Биографија
Стив је син од Малкома Кера, универзитетског професора и академика, човека чија је специјалност била Блиски исток. Због тога Стив не само да се родио на Блиском истоку, већ је добар део свог детињства провео тамо. Похађао је Америчке школе у Либану и Египту. Његов отац је 18. јануара 1984. године убијен од стране Хезболаха, током рада у Бејруту.

## Играчка каријера

### Колеџ
Стив Кер је колеџ каријеру провео на универзитету Аризона и то у периоду од 1983. до 1988. године. Због повреде готово да и није играо у сезони 1986/87. Ипак у задњој колеџ сезони са тимом је дошао до завршног турнира.

### НБА каријера
Кер је изабран у другој рунди драфта 1988. године од стране Финикса где ће и одиграти једну сезону. Након тога играо је још за Кливленд и Орландо, али без значајнијих успеха. Ипак након одласка у екипу Чикага његова каријера се драстично променила. Током прве две сезоне са Чикагом није успевао нешто значајније да уради у доигравању. Ипак по повратку Џордана на паркет 1994. године, је имао прилику да се домогне и титуле НБА шампиона. У сезони 1995/96. успели су да остваре рекордни однос од 72 победа и само 10 пораза током регуларног дела лиге, а на крају дођу и до титуле. У финалу следеће сезоне Стив Кер је био можда и најбитнији играч у победи над екипом Јуте. У задњим секундама шесте утакмице серије при нерешеном резултату, Стив је погодио тројку на асистенцију Мајкл Џордана.
Одлично је одиграо своју улогу и у финалу следеће сезоне опет против Јуте. У другој утакмици финалне серије Стив Кер је у задњем минуту прво промашио за три поена да би скоком у нападу ухватио лопту и одмах је проследио Џордану који постиже тројку. Чикаго је и ову финалну серију решио у 6 утакмица. Иако је током свих година у Чикагу у игру улазио са клупе, дао је немерљив допринос игри пре свега због свог одличног шута.
Након тога Стив је трејдован у замену за Чака Персона у тим Сан Антониа. Игра Сан Антониа се заснивала на Дејвиду Робинсону и новајлији Тиму Данкану. Већ у првој сезони успевају да дођу до титуле, прве у историји ове франшизе, а четврте у низу Стива Кера. Након тога Стив је играо још у Портланду, да би се у задњој сезони у својој каријери поново вратио у Сан Антонио. Тада још једном успева да дође до титуле НБА шампиона.

### Репрезентација
Био је део репрезентације САД 1986. године, у време када су за њу могли да играју само аматерски кошаркаши са колеџа. На светском првенству у Шпанији са саиграчима попут Дејвида Робинсона и Магси Боугса осваја златну медаљу, победом над екипом Совјетског Савеза од 87:85.

### НБА статистика
| † | означава сезону када осваја НБА титулу |

#### Просечно по утакмици
| Сезона    | Екипа       | ОУ  | СУ | МПУ  | ПШ%  | 3П%  | СБ%   | СПУ | АПУ | УПУ | БПУ | ППУ |
| --------- | ----------- | --- | -- | ---- | ---- | ---- | ----- | --- | --- | --- | --- | --- |
| 1988/89.  | Финикс      | 26  | 0  | 6.0  | .435 | .471 | .667  | .7  | .9  | .3  | .0  | 2.1 |
| 1989/90.  | Кливленд    | 78  | 5  | 21.3 | .444 | .507 | .863  | 1.3 | 3.2 | .6  | .1  | 6.7 |
| 1990/91.  | Кливленд    | 57  | 4  | 15.9 | .444 | .452 | .849  | .6  | 2.3 | .5  | .1  | 4.8 |
| 1991/92.  | Кливленд    | 48  | 20 | 17.6 | .511 | .432 | .833  | 1.6 | 2.3 | .6  | .2  | 6.6 |
| 1992/93.  | Кливленд    | 5   | 0  | 8.2  | .500 | .000 | .1000 | 1.4 | 2.2 | .4  | .0  | 2.4 |
| 1992/93.  | Орландо     | 47  | 0  | 9.4  | .429 | .250 | .909  | .8  | 1.3 | .2  | .0  | 2.6 |
| 1993/94.  | Чикаго      | 82  | 0  | 24.8 | .497 | .419 | .856  | 1.6 | 2.6 | .9  | .0  | 8.6 |
| 1994/95.  | Чикаго      | 82  | 0  | 22.4 | .527 | .524 | .778  | 1.5 | 1.8 | .5  | .0  | 8.2 |
| 1995/96.† | Чикаго      | 82  | 0  | 23.4 | .506 | .515 | .929  | 1.3 | 2.3 | .8  | .0  | 8.4 |
| 1996/97.† | Чикаго      | 82  | 0  | 22.7 | .533 | .464 | .806  | 1.6 | 2.1 | .8  | .0  | 8.1 |
| 1997/98.† | Чикаго      | 50  | 0  | 22.4 | .454 | .438 | .918  | 1.5 | 1.9 | .5  | .1  | 7.5 |
| 1998/99.† | Сан Антонио | 44  | 0  | 16.7 | .391 | .313 | .886  | 1.0 | 1.1 | .5  | .1  | 4.4 |
| 1999/00.  | Сан Антонио | 32  | 0  | 8.4  | .432 | .516 | .818  | .6  | .4  | .1  | .0  | 2.8 |
| 2000/01.  | Сан Антонио | 55  | 1  | 11.8 | .421 | .429 | .933  | .6  | 1.0 | .3  | .0  | 3.3 |
| 2001/02.  | Портланд    | 65  | 0  | 11.9 | .470 | .394 | .975  | .9  | 1.0 | .2  | .0  | 4.1 |
| 2002/03.† | Сан Антонио | 75  | 0  | 12.7 | .430 | .395 | .882  | .8  | .9  | .4  | .0  | 4.0 |
| Каријера  | Каријера    | 910 | 30 | 17.8 | .479 | .454 | .864  | 1.2 | 1.8 | .5  | .1  | 6.0 |

#### Плеј-оф
| Сезона   | Екипа       | ОУ  | СУ | МПУ  | ПШ%  | 3П%  | СБ%   | СПУ | АПУ | УПУ | БПУ | ППУ |
| -------- | ----------- | --- | -- | ---- | ---- | ---- | ----- | --- | --- | --- | --- | --- |
| 1990.    | Кливленд    | 5   | 0  | 14.6 | .286 | .000 | ...   | 1.2 | 2.0 | .8  | .0  | 1.6 |
| 1992.    | Кливленд    | 12  | 3  | 12.4 | .439 | .273 | 1.000 | .5  | .8  | .4  | .0  | 3.7 |
| 1994.    | Чикаго      | 10  | 0  | 18.6 | .361 | .375 | 1.000 | 1.4 | 1.0 | .7  | .0  | 3.5 |
| 1995.    | Чикаго      | 10  | 0  | 19.3 | .475 | .421 | 1.000 | .6  | 1.5 | .1  | .0  | 5.1 |
| 1996.†   | Чикаго      | 18  | 0  | 19.8 | .448 | .321 | .871  | 1.0 | 1.7 | .8  | .0  | 6.1 |
| 1997.†   | Чикаго      | 19  | 0  | 17.9 | .429 | .381 | .929  | .9  | 1.1 | .9  | .1  | 5.1 |
| 1998.†   | Чикаго      | 21  | 0  | 19.8 | .434 | .463 | .818  | .8  | 1.7 | .3  | .0  | 4.9 |
| 1999†    | Сан Антонио | 11  | 0  | 8.8  | .267 | .231 | .833  | .8  | .7  | .2  | .0  | 2.2 |
| 2001.    | Сан Антонио | 9   | 0  | 11.2 | .480 | .333 | .500  | 1.0 | .7  | .4  | .1  | 3.3 |
| 2002.    | Портланд    | 3   | 0  | 13.0 | .429 | .250 | 1.000 | 1.3 | 1.7 | .3  | .0  | 6.3 |
| 2003.†   | Сан Антонио | 10  | 0  | 4.6  | .636 | .833 | .750  | .3  | .6  | .1  | .0  | 2.2 |
| Каријера | Каријера    | 128 | 0  | 15.6 | .426 | .370 | .876  | .9  | 1.2 | .5  | .0  | 4.3 |

## Тренерска каријера
Маја 2014. године Стив Кер постиже договор са Голден Стејтом да на клупи замени главног тренера Марка Џексона. Иако је било понуде одбио је Фила Џексона да преузме исту улогу у тиму Њујорк никса. Потписао је петогодишњи уговор вредан 25 милиона долара. Сезона је одмах кренула феноменално и са односом победа и пораза од 19-2 постао најуспешнији тренер почетник у историји НБА лиге. 10. децембра 2014. године дошли су до 21 победе у 23 одиграна сусрета, чиме је Кер поставио рекорд за тренера новајлију у НБА лиги. Међутим то је био тек почетак онога што ће касније уследити. Тим је одиграо целу сезону одлично, предвођену Стивом Кером на клупи али и МВП-јем НБА лиге Стефеном Каријем. Иако је деловало да неће моћи да озбиљније одиграју у финалу против фаворизованог Кливленда, у финалу су одиграли феноменално и после 40 година опет освојили НБА лигу. Ипак мора се признати да је Кливленд био ускраћен помоћи чак три играча из прве поставе. Са друге стране ветеран Андре Игудала је предводио тим и Голден Стејт је стигао до шампионске титуле победом од 4:2 у серији. Интересантно је да је и у тиму Кливленда главни тренер био новајлија Дејвид Блат. Ово је по први пут од оснивања лиге 1947. године да нови тренери у НБА лиги предводе своје тимове до самог НБА финала.

### НБА статистика као тренера
|  | означава сезону када осваја НБА титулу |

| Тим          | Година   | У  | ПОБ | ПОР | УС%  | Пласман             | ПУ | ППОБ | ППОР | ПУС% | Пласман у плеј-офу |
| ------------ | -------- | -- | --- | --- | ---- | ------------------- | -- | ---- | ---- | ---- | ------------------ |
| Голден Стејт | 2014/15. | 82 | 67  | 15  | .817 | 1. на Пацифик конф. | 21 | 16   | 5    | .762 | НБА шампион        |
| Каријера     | Каријера | 82 | 67  | 15  | .817 |                     | 21 | 16   | 5    | .762 |                    |

## Остало
Након престанка играчке каријере Стив је радио као стручни консултант на америчкој телевизији ТНТ. Од 2007. године је био и генерални менаџер Финикса.